# Uwe Jahn (Leichtathlet)
Uwe Jahn (* 4. April 1971 in Dresden) ist ein ehemaliger deutscher Leichtathlet, der im Sprint erfolgreich war.
Jahn wurde 1995 Deutscher Meister im 400-Meter-Lauf und mit der 4-mal-400-Meter-Staffel des LAC Chemnitz. Im Jahr darauf konnte er beide Titel erfolgreich verteidigen. In Göteborg war er bei den Weltmeisterschaften 1995 Mitglied der deutschen 4-mal-400-Meter-Staffel, die den Endlauf erreichte, dort aber disqualifiziert wurde. 1996 gewann er beim Europacup in Madrid mit persönlicher Bestzeit in 45,64 Sekunden.